# Condensación (cambio de estado)

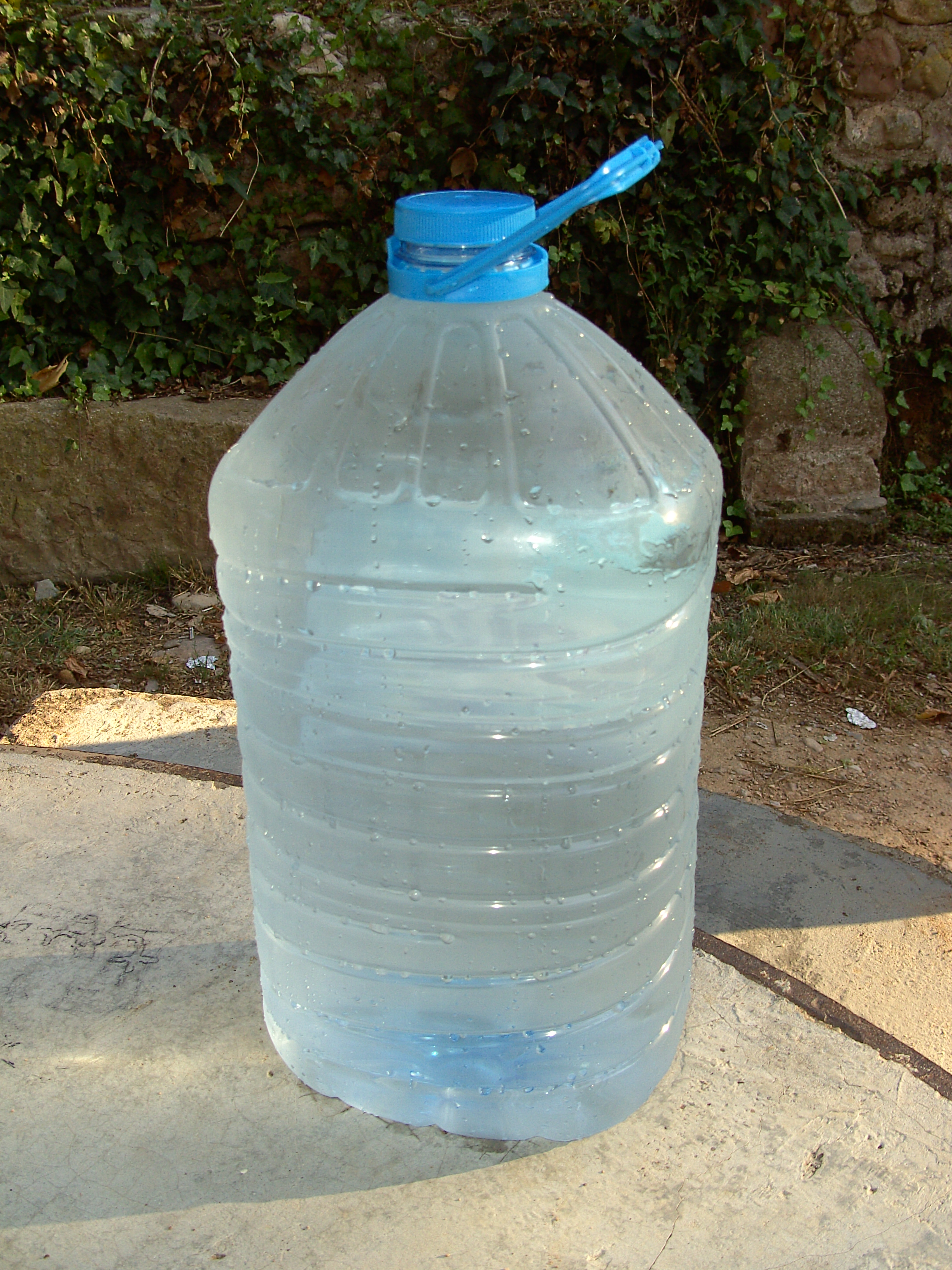
Condensación de la humedad ambiental en la superficie de un bidón por la diferencia de temperatura entre el interior y el exterior.

La condensación es el cambio de estado de la materia que se encuentra en forma gaseosa (generalmente en vapores) y pasa a forma líquida. Es el proceso inverso a la vaporización, si se produce un paso de estado gaseoso a estado sólido de manera directa, el proceso es denominado sublimación inversa o deposición. Si se produce un paso del estado líquido a sólido se denomina solidificación.

## Proceso de condensación
Aunque el paso del gas a líquido depende, entre otros factores, de la presión y de la temperatura, generalmente se llama condensación al tránsito que se produce a presiones cercanas a la ambiental. Cuando se usa una sobrepresión elevada para forzar esta transición, el proceso se denomina licuefacción.
El proceso de condensación suele tener lugar cuando un gas es enfriado hasta su punto de rocío, sin embargo este punto también puede ser alcanzado variando la presión del gas. El equipo industrial o de laboratorio necesario para realizar este proceso de manera artificial se llama condensador.
La ciencia que estudia las propiedades termodinámicas del aire húmedo y los efectos que tiene la variación de la humedad atmosférica sobre los materiales y el ser humano se denomina psicrometría. Las interrelaciones entre los parámetros que determinan la condición del aire húmedo se representan en los diagramas psicrométricos. La condensación es un proceso regido con los factores en competición de energía y entropía. Mientras que el estado líquido es más favorable desde el punto de vista energético, el estado gas es el más entrópico. 
| De      | a              | a            | a                          | a          |
|         | Sólido         | Líquido      | Gas                        | Plasma     |
| Sólido  | N/A            | Fusión       | Sublimación                | -          |
| Líquido | Solidificación | N/A          | Ebullición/Evaporación     | -          |
| Gas     | Deposición     | Condensación | N/A                        | Ionización |
| Plasma  | -              | -            | Recombinación/Deionización | N/A        |

## Iniciación de la condensación
La condensación se inicia mediante la formación de grupos atómicos/moleculares de esa especie dentro de su volumen gaseoso (como la formación de gotas de lluvia o copos de nieve dentro de las nubes) o en el contacto entre dicha fase gaseosa y una superficie líquida o sólida. En las nubes, esto puede ser catalizado por proteínas nucleadoras de agua, producidas por microbios atmosféricos, que son capaces de unir moléculas de agua gaseosas o líquidas.

## Escenarios de reversibilidad
Surgen algunos escenarios distintos de reversibilidad con respecto a la naturaleza de la superficie. donde se lleva a cabo el cambio de estado:
- La absorción en la superficie de un líquido (ya sea de la misma sustancia o de uno de sus disolventes) es reversible como la evaporación.[1]
- adsorción (como gotas de rocío) sobre una superficie sólida a presiones y temperaturas superiores al punto triple del producto, también reversible como evaporación.
- La adsorción sobre una superficie sólida (como capas suplementarias de sólido) a presiones y temperaturas inferiores al punto triple de la especie es reversible como sublimación.

## Condensación en la naturaleza

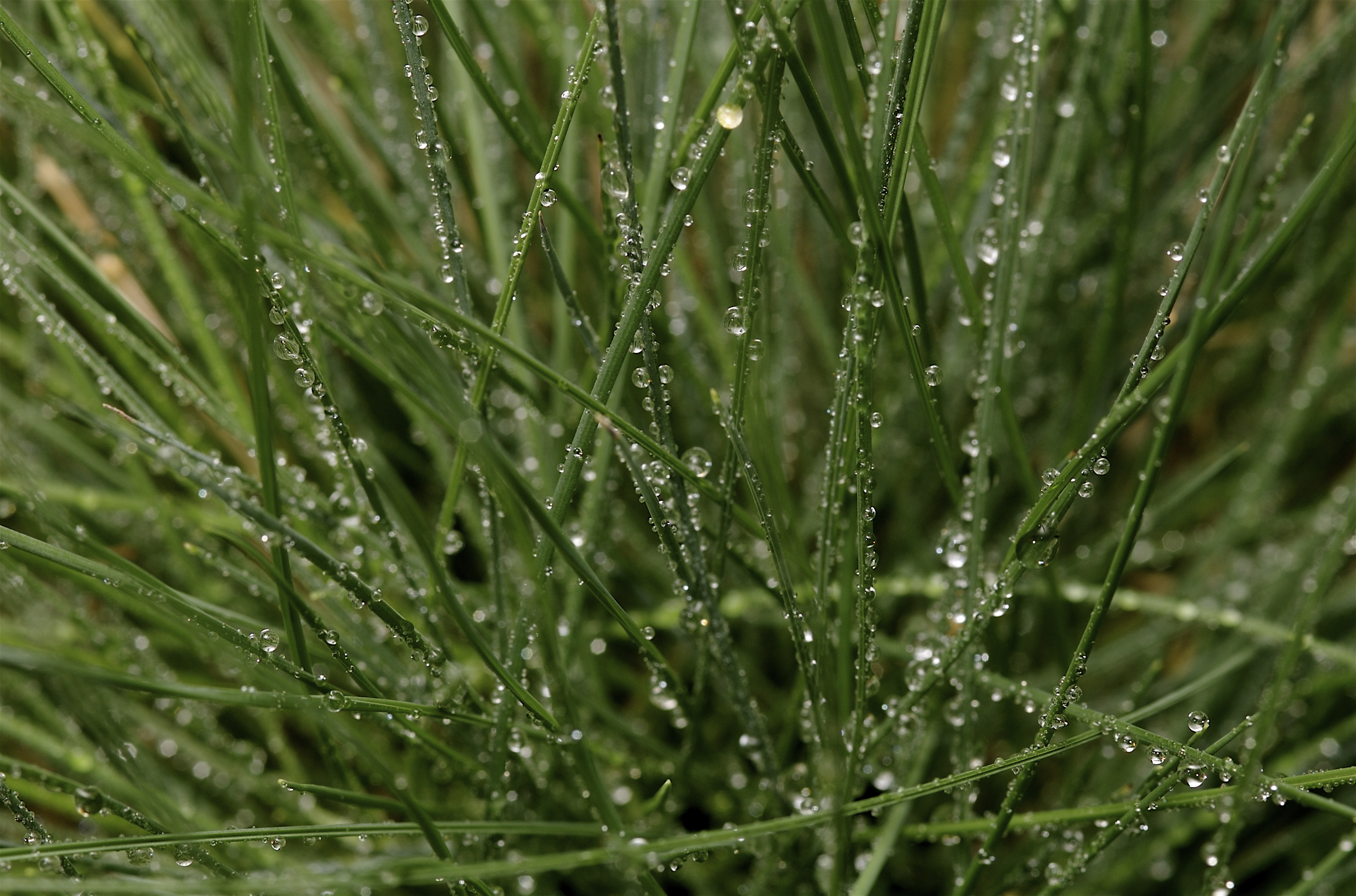
Rocío en las hojas de una planta.

En la naturaleza se da el proceso de la condensación de vapor de agua al bajar la temperatura, por ejemplo, con el rocío en la madrugada. El vapor únicamente se condensa en una superficie cuando la temperatura de dicha superficie es menor que la temperatura de saturación para la presión a la que se encuentra el vapor. Durante este proceso la molécula de agua libera energía en forma de calor, esto tiene parte de la responsabilidad de la sensación de temperatura mayor en un ambiente muy cálido y muy húmedo: la humedad que condensa en nuestra piel nos está transmitiendo un calor adicional. Adicionalmente, esta humedad hace inútil el proceso natural de refrigeración por sudor y evaporación. La temperatura ambiental también aumenta ligeramente.

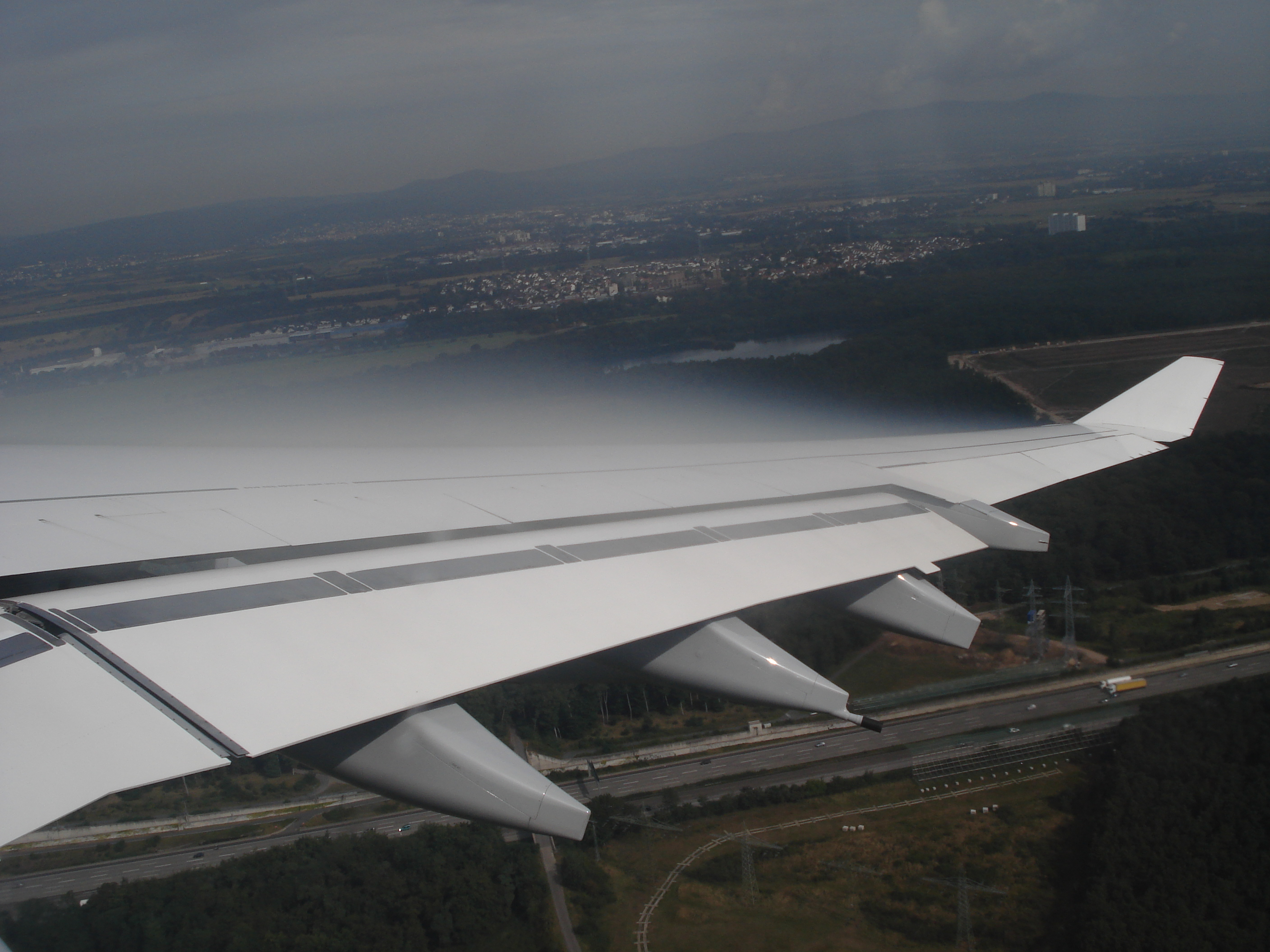
Condensación que se forma en la zona de baja presión sobre el ala de un avión debido a la expansión adiabática.

## Aplicaciones

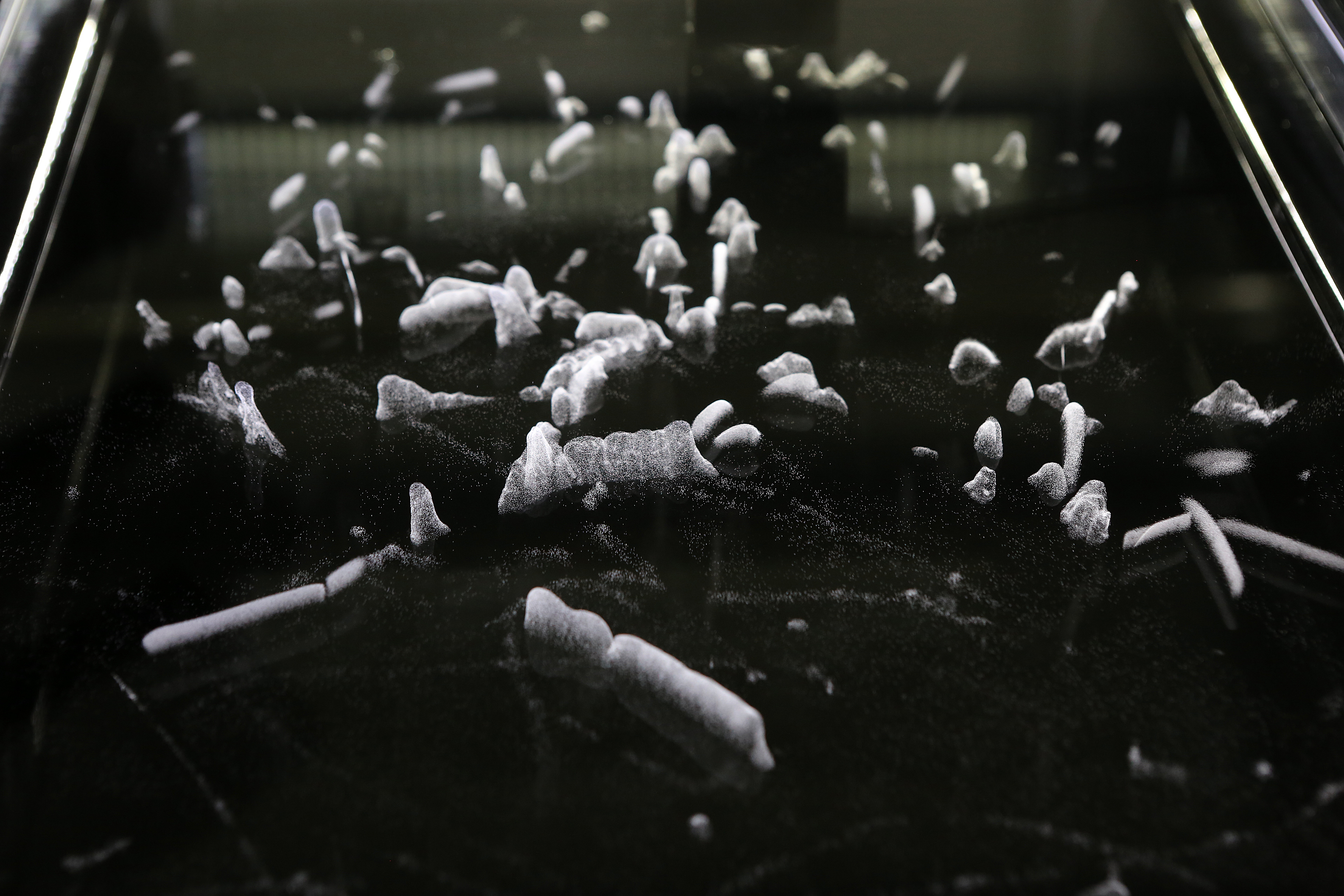
En las cámaras de niebla, un líquido (a veces agua, pero normalmente isopropanol) se condensa al entrar en contacto con una partícula radiada, produciendo así un efecto similar a las estelas de vapor.

La condensación es esencial para el proceso de destilación, un proceso muy importante tanto para el trabajo en el laboratorio como para aplicaciones industriales.
El hecho de que la condensación sea un proceso natural, el llamado rocío, provoca que sea de gran utilidad para conseguir agua: Podemos encontrar muchas estructuras creadas con el único propósito de conseguir agua a partir de la condensación, como el caso del estanque de rocío o un colador para recoger la humedad del aire. Muchos de los sistemas que se usan para recoger agua a partir de la condensación son usados para aprovechar y mantener la humedad de la tierra en zonas con una avanzada desertificación en proceso. Algunas organizaciones educan a los habitantes de dichas zonas para ayudarles a afrontar la situación.
También es un proceso crucial en la formación de trazas de partículas en una cámara de niebla. En este caso, los iones producidos por una partícula incidente actúan como centros de nucleación para la condensación del vapor que produce las estelas visibles de "nubes".
Las aplicaciones comerciales de la condensación, tanto por parte de los consumidores como de la industria, incluyen la generación de energía, la desalinización de agua, la gestión térmica, la refrigeración, y el aire acondicionado.

### Centrales térmicas
En las centrales termoeléctricas, el vapor de escape de la turbina de vapor se enfría en el condensador y se condensa en agua. Esta agua se utiliza de nuevo como agua de alimentación para el generador de vapor. El resultado es un circuito cerrado.

### Redes de calefacción
En las plantas químicas, la condensación del vapor de agua es una variable económicamente significativa, ya que el suministro de energía para los procesos químicos se realiza con vapor de agua. Una vez liberada la energía térmica, hay agua condensada, que se recoge a través de conductos anulares. Esta agua normalmente "pura" se devuelve al generador de vapor como la denominada agua de alimentación para la generación de vapor luego de haber pasado por controles de calidad y un posible tratamiento. La recirculación del condensado puede suponer un gran ahorro. 
Las redes de calefacción de trenes o edificios también utilizan en parte vapor húmedo para el transporte de calor. La temperatura del radiador se ajusta por sí misma a un máximo de unos 100 °C (temperatura de condensación del agua a las bajas sobrepresiones utilizadas).

### Condensación de gases de combustión
Los gases de combustión procedentes de la combustión de combustibles fósiles, materiales biogénicos y residuos domésticos contienen altas proporciones de vapor de agua.
En las instalaciones de combustión modernas, los gases de combustión se enfrían en un condensador. El objetivo es aprovechar el calor latente del componente de vapor. El condensado separado contiene, además de agua, otras sustancias acompañantes, cuya liberación a la atmósfera a través de los gases de escape se reduce gracias a la condensación de los gases de combustión.

### Refrigeración
En los invernaderos, los problemas de sobrecalentamiento o corrientes de aire pueden evitarse utilizando un sistema denominado "hipoexcambiador", en el que el aire caliente del invernadero evapora agua y el aire húmedo que ha subido se extrae en el punto más alto del invernadero y se pasa por tuberías al suelo más frío, donde el vapor de agua se condensa y la entalpía de condensación liberada se desprende hacia el suelo. Los sistemas de aire acondicionado, que utilizan el calor de evaporación del agua, también funcionan de forma similar.

### Deshumidificación
Para secar la humedad de los edificios en edificios nuevos y para el secado de paredes y para estancias húmedas en las que se producen grandes cantidades de vapor de agua (piscinas), se suelen utilizar deshumidificadores. Estos condensan el vapor de agua del aire ambiente aspirado, y el aire seco que sale de la unidad puede volver a absorber humedad. Las secadoras de condensación]] que se utilizan para secar la ropa funcionan de forma similar.

### Limpieza de gases de escape
En la depuración de gases de escape, los procesos de condensación se utilizan en particular para la separación y recuperación de disolventes utilizados. Dado que suelen tener temperaturas de punto de rocío muy bajas, los refrigeradores de condensación suelen utilizarse como preseparadores antes de una etapa de purificación posterior. Como única etapa de separación, los procesos de condensación no suelen ser capaces de cumplir los límites de emisión..

### Consumo de tabaco
La condensación del humo del tabaco se deposita en las vías respiratorias e incluso en los alvéolos de los fumadores activos y pasivos. También en los cristales de las ventanas, las paredes y los muebles, las pantallas de los televisores de tubo de rayos catódicos tenían un efecto especialmente atractivo, ya que se cargaban eléctricamente.

### Destilación
La destilación es un proceso de separación térmico. Puede utilizarse para separar líquidos vaporizables con diferentes puntos de ebullición, por ejemplo el alcohol del agua. 
La mezcla inicial (por ejemplo, vino) se lleva a ebullición; el vapor resultante se licua de nuevo por enfriamiento en un condensador (ingeniería de procesos).
La formación de azeótropos impide la separación completa de ciertos pares de sustancias, como el agua y el alcohol, sólo por destilación.

## Técnicas en refrigeración y calefacción
Un dispositivo de condensación está presente en los sistemas de bomba de calor, utilizados en particular en dispositivos de aire acondicionado y refrigeración industrial.
Se puede encontrar un sistema de condensación similar en las calderas de condensación. El principio es simplemente reducir la temperatura de los gases de combustión por debajo del punto de rocío para recuperar el calor latente del vapor de agua.
Su contenido depende tanto del combustible como del exceso de aire aportado a la combustión (un exceso de aire es esencial para garantizar una buena homogeneidad combustible-aire). Podemos suponer que por debajo de aproximadamente 50 °C (fueloil y gas), el vapor de agua contenido en los gases de combustión tiene la posibilidad de transmitir una cantidad importante de energía, del orden de una décima parte del poder calorífico inferior del combustible ( ver... mayor poder calorífico). Esta energía se recupera luego en un condensador (intercambiador de gran superficie, del cual un lado es barrido por los gases de combustión y el otro por el agua del circuito de calefacción). Los gases que salen del intercambiador de calor principal (caldera, a unos 180 °C) bajan de temperatura (temperatura final mínima 60 °C) y liberan su energía al agua que pasa a través del condensador (a menudo tubos). Evidentemente, esto permite aumentar la eficiencia global (más calor recuperado con la misma cantidad de combustible). Sin embargo, es necesario garantizar que el conducto de evacuación de los gases quemados esté diseñado para esta baja temperatura (problema de tiro térmico, condensación de ácido sulfúrico, especialmente para el fueloil) y que tenga la posibilidad de evacuar el agua producida.
No son adecuados los conductos de piedra, ladrillo y materiales anteriores al año 2000. Es imprescindible la tubería (instalación de un conducto interno) en Fluoruro de polivinilideno (PVDF) (que resiste hasta 120 °C) o acero inoxidable para evitar estos problemas: se requieren aproximadamente 0,7 litros de agua producida por litro de fueloil y 1,1 litros de agua por metro cúbico por metro cúbico de gas natural quemado. Para una caldera de 20 kW, esto representa entre 1,4 l/h y 2 l/h de agua producida que necesariamente debe ser canalizada.
Desde los años 80 del siglo XX, todos los fabricantes de calderas han mejorado la eficiencia de sus productos, lo que significa que la temperatura de salida de los gases quemados ha disminuido y por tanto que la condensación del vapor de agua es inevitable al final del flujo de humos o incluso antes. Por lo tanto, el entubar es la única forma de evitar daños.

## La condensación en la construcción de edificios

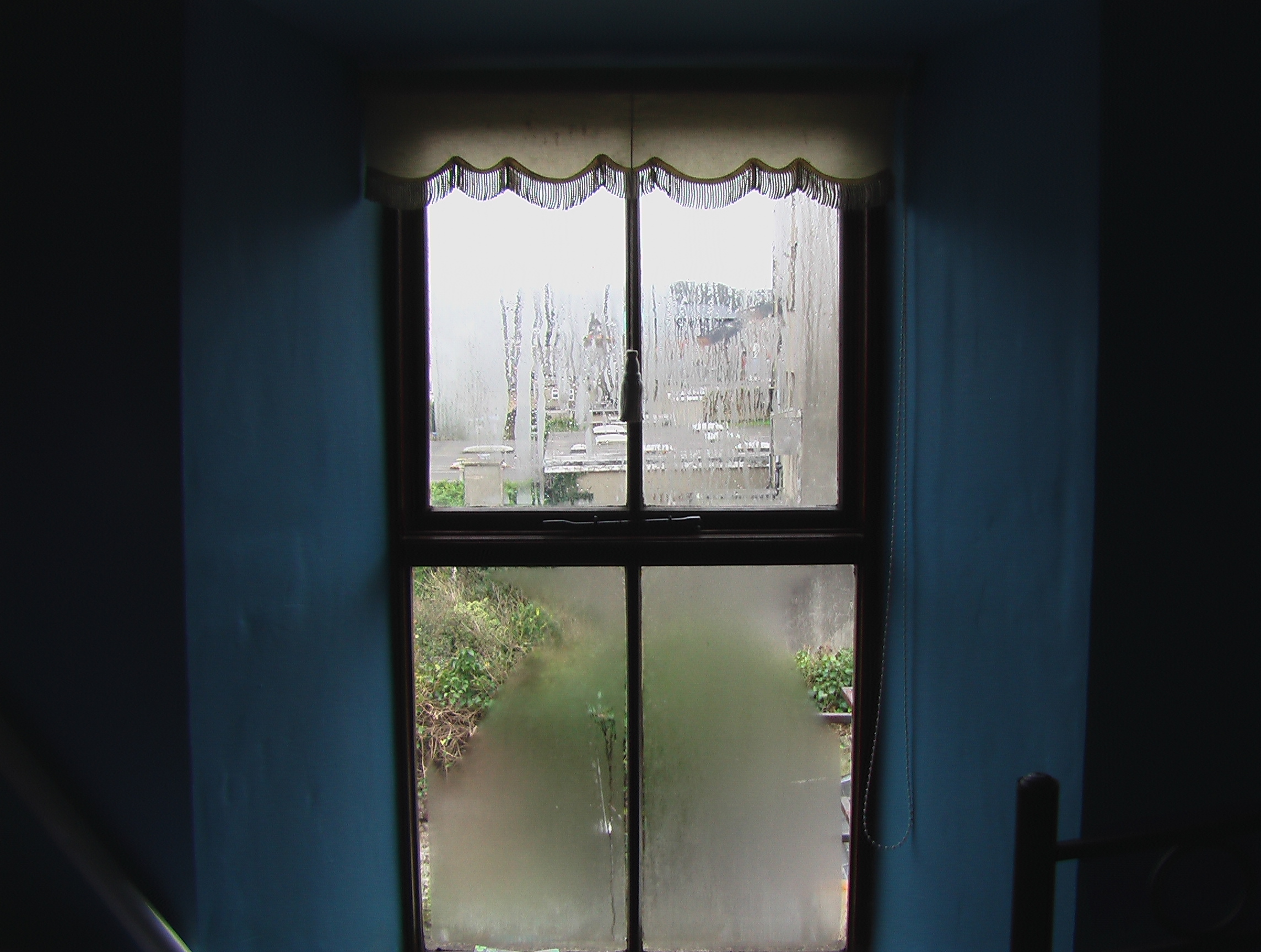
Condensación en una ventana durante una lluvia.

La condensación en la construcción de edificios es un fenómeno no deseado ya que puede causar humedad, problemas de salud por moho, pudrición de la madera, corrosión, debilitamiento de las paredes de mortero y mampostería y penalizaciones energéticas debido al aumento de la transferencia de calor. Para aliviar estos problemas, es necesario reducir la humedad del aire interior o mejorar la ventilación del aire en el edificio. Esto se puede hacer de varias maneras, por ejemplo abriendo ventanas, encendiendo extractores, usando deshumidificadores, secando la ropa al aire libre y tapando ollas y sartenes mientras se cocina. Se pueden instalar sistemas de aire acondicionado o ventilación que ayuden a eliminar la humedad del aire y a mover el aire por todo el edificio. La cantidad de vapor de agua que se puede almacenar en el aire se puede aumentar simplemente aumentando la temperatura. Sin embargo, esto puede ser un arma de doble filo, ya que la mayor parte de la condensación en el hogar se produce cuando el aire cálido y húmedo entra en contacto con una superficie fría. A medida que el aire se enfría, ya no puede contener tanto vapor de agua. Esto conduce a la deposición de agua en la superficie fría. Esto es muy evidente cuando se utiliza calefacción central en combinación con ventanas de un solo acristalamiento en invierno.
La condensación entre estructuras puede ser causada por puentes térmicos, aislamiento insuficiente o faltante, impermeabilización contra la humedad o acristalamiento aislante.

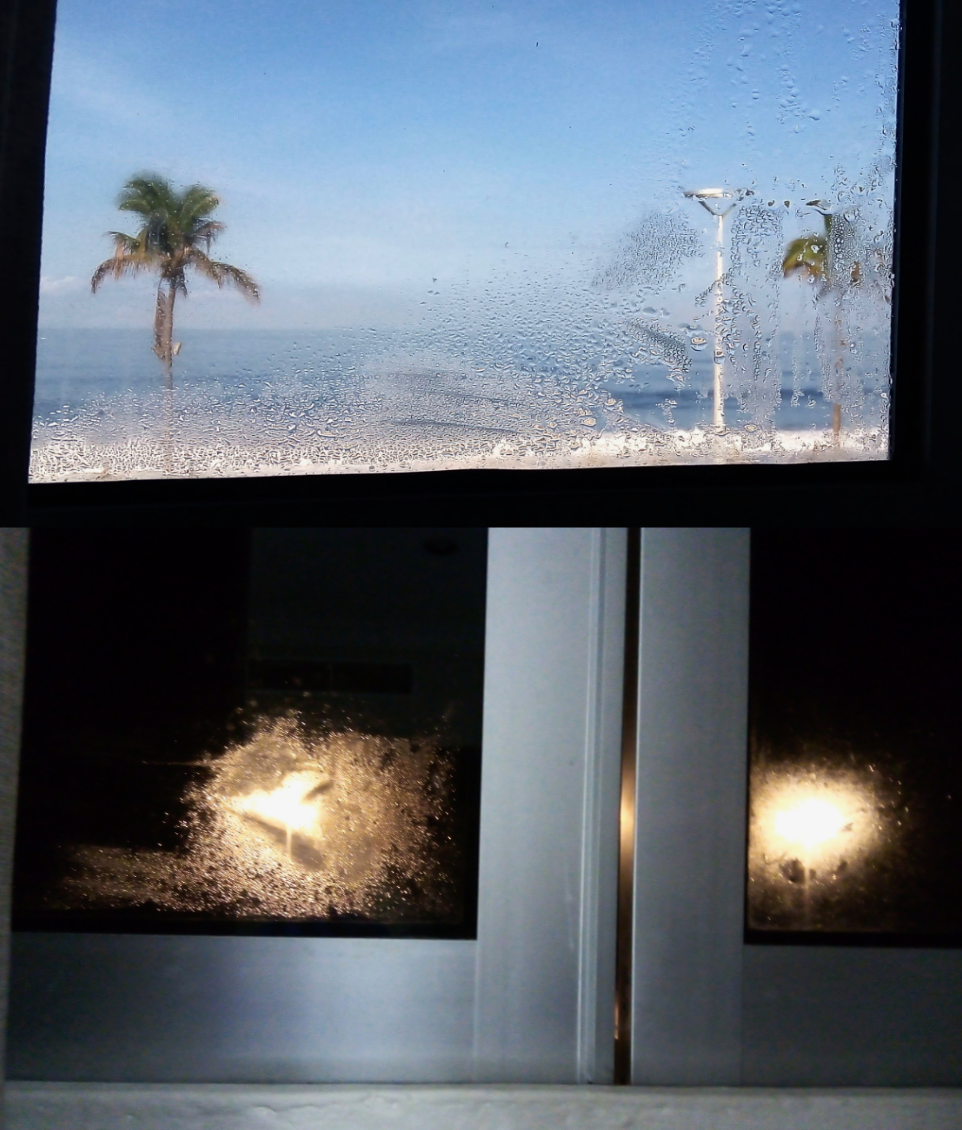
Condensación en el exterior de una ventana, debido a que está frente al mar, lo que produce regularmente espuma del mar húmeda.

## Medición
La psicrometría mide las tasas de condensación a través de la evaporación en la humedad del aire a diversas presiones y temperaturas atmosféricas. El agua es el producto de su condensación de vapor; la condensación es el proceso de dicha conversión de fase.

## Véase también

Gráfico que muestra las relaciones entre los estados de la materia.